# Simba, az oroszlánkölyök
A Simba, az oroszlánkölyök (eredeti cím: Simba the King Lion) olasz televíziós rajzfilmsorozat, amely a Studio SEK gyártásában készült Az oroszlánkirály című rajzfilm alapján. A rajzfilmsorozatot Kim Jun Ok rendezte, a zenéjét John Sposito szerezte, a producere Orlando Corradi volt. Olaszországban a Mondo TV vetítette, Magyarországon a Duna TV és a PAX TV sugározta.

## Ismertető
A történet főhőse, egy oroszlánkölyök, akinek neve, Simba. A kis oroszlán, a trónörökös az afrikai dzsungelben, és számos sok kalandba keveredik. Amerikában is jár a barátaival együtt. New York-ban rengeteg sok patkánnyal kell megküzdenie, egy hatalmas csatornarendszerben, hogy kiszabadítsa a legjobb barátját Metropoliszból. A legjobb barátja, egy kutya, akinek neve Winner. Az Egyesült Államokban beneveznek az állatok foci világbajnokságára. A kis oroszlánkölyök minden erejét összeszedi, és a Central Park-ban ő lesz a legjobb játékos.

## Szereplők

### Hősök
- Simba (Seszták Szabolcs)
- Ahmad Uchiha
- Bimbo (Markovics Tamás)
- Cicci (Koffler Gizi)
- Ludwig (Csík Csaba Krisztián)
- Winner (Zsigmond Tamara)
- Thin és XL (Pusztaszeri Kornél és Kocsis György)

### A szövetség és az egyesület tagjai
- Farkasmama (Molnár Zsuzsa)
- Az oroszlán király – Az állatok királya, aki sebesülésben halt meg. (Varga T. József)
- Augustine (Horkai János)
- Olech és Alex (Biró Anikó és Bognár Anna)
- Bagheera (F. Nagy Zoltán)
- Baloo (Uri István)
- Kaa (Boros Zoltán)
- A szentjánosbogarak
- Arbor (Varga T. József)

### TLT csapat
- Ahmad uchiha
- Hakim
- Satria
- Luqyana

### Gaztevők
- Shere Khan (Orosz István)
- Iena (Várkonyi András)
- A majmok (Holl Nándor, Fekete Zoltán, Szokol Péter)
- A vörös kutyák
- A kobra